# Fresh Pretty Cure! - Le Pretty Cure nel Regno dei Giocattoli
Fresh Pretty Cure! - Le Pretty Cure nel Regno dei Giocattoli (映画 フレッシュプリキュア！ おもちゃの国は秘密がいっぱい！？?, Eiga Furesshu Purikyua! Omocha no Kuni wa himitsu ga ippai!?, lett. "Fresh Pretty Cure! - Il film: Il Regno dei Giocattoli è pieno di segreti!?") è un film del 2009 diretto da Junji Shimizu.
È il settimo film d'animazione tratto dal franchise Pretty Cure di Izumi Tōdō e l'unico relativo alla sesta serie Fresh Pretty Cure!.

## Trama
Durante un pigiama party a casa di Love, i giocattoli del mondo cominciano a sparire misteriosamente. Usapyon, una coniglietta di pezza con cui Love giocava da piccola, si anima e dice alle Pretty Cure che è opera del Mostro dei Giocattoli, che vuole dominare il mondo rubando tutti i giocattoli dimenticati. Le Pretty Cure si recano quindi nel Regno dei Giocattoli per risolvere la situazione: qui il Conte Roulette, subordinato del mostro, finge di volerle aiutare, riuscendo a separarle. Mentre ognuna di loro affronta un avversario diverso, Usapyon viene assorbita dal Mostro dei Giocattoli, che chiede poi a Roulette di mandare da lui le Pretty Cure. Durante la battaglia, grazie all'amore dei bambini per i giocattoli, Love ottiene un nuovo Pickrun bianco con le ali da angelo e, trasformatasi in Cure Angel, sconfigge il malvagio. Il mostro si rivela essere un orsacchiotto abbandonato che riesce a trovare una nuova casa grazie alle Pretty Cure, che lo regalano a una bambina.

## Personaggi esclusivi del film
Usapyon (ウサピョン?, Usapyon)
Una coniglietta di pezza con cui Love giocava da piccola, quando si è rovinata Love si è rifiutata di buttarla e l'ha infilata nell'armadio, finendo però per dimenticarsene. Quando i giocattoli cominciano a sparire, prende vita e porta Love e amiche nel Regno dei Giocattoli, dove viene assorbita dal Mostro dei Giocattoli. Love, però, riesce a salvarla e le chiede scusa per essersi dimenticata di lei; quando tornano a casa, la ragazza la ripara.
Mostro dei Giocattoli (トイマジン?, Toimajin, Toymajin)
Mago che vive nel Regno dei Giocattoli di cui tutti hanno paura, ruba i giocattoli ai bambini, arrabbiato con loro perché, quando si stufano di giocarci, li abbandonano. Il suo scopo è conquistare il mondo e vendicarsi dei bambini trasformandoli in giocattoli. Quando tutti i giocattoli del regno convogliano la loro rabbia verso i bambini, si trasforma in un enorme gigante fatto di giocattoli. Dopo che viene purificato da Cure Angel, torna alla sua forma originaria, quella di un orsacchiotto (テディベア?, Tedi Bea, Teddy Bear), regalato poi a una bambina dalle Pretty Cure.
Conte Roulette (ルーレット伯爵?, Rūretto-hakushaku)
Subordinato del Mostro dei Giocattoli, intrappola le Pretty Cure in varie dimensioni grazie alla roulette posta sul suo petto. Indossa un monocolo e uno smoking.
Grande specchio (大鏡?, Ōkagami)
Subordinato del Mostro dei Giocattoli, riflette quello che accade nel regno, permettendo al mostro di controllare ogni cosa.
Bambola Kung Fu (カンフー人形?, Kanfū ningyō)
Combatte contro Cure Peach utilizzando dei nunchaku nel gioco del Conte Roulette, ma viene battuto.
Alieno (宇宙人?, Uchūjin)
Un alieno verde, combatte contro Cure Berry a bordo di un UFO nel gioco del Conte Roulette, ma viene battuto.
Godzilla (恐竜?, Kyōryū)
Un tirannosauro, combatte contro Cure Pine in una foresta nel gioco del Conte Roulette; la Pretty Cure scopre che si comporta in modo violento perché ha una scheggia nella zampa e la rimuove.
Re degli scacchi (キング?, Kingu, King)
Il re degli scacchi, combatte contro Cure Passion sfruttando gli altri pezzi nel gioco del Conte Roulette; la Pretty Cure lo sconfigge schiacciandolo con una torre.
Portiere (門番?, Monban) del Regno dei Giocattoli
È severo e non fa entrare nessuno facilmente nel Regno dei Giocattoli, ma permette alle Pretty Cure di accedervi grazie a un lasciapassare scritto da Usapyon.
Scimmia Cymbal (シンバル猿?, Shinbaru saru)
È un regista nel Regno dei Giocattoli.
Dress (ドレースちゃん?, Dorēsu-chan)
È l'attrice più famosa del Regno dei Giocattoli.
Matrioska (マトリョーシカ?, Matoryōshika)
È una matrioska gialla decorata con rose rosse che chiede un autografo a Dress.

## Oggetti magici
Miracle Heart Light (ミラクルハートライト?, Mirakuru Hāto Raito)
È una piccola torcia con l'estremità di cristallo a forma di cuore rovesciato che proietta un fascio di luce. È detta anche "Luce Gioiosa del Cuore". Trasforma il coraggio in un nuovo potere per le Pretty Cure.
In Giappone, quando è uscito il film, le Miracle Heart Light sono state realmente distribuite al pubblico nelle sale, difatti nella sequenza introduttiva del lungometraggio si vedono Tart e Kaoru con Chiffon spiegare come utilizzarla per incitare le Pretty Cure durante la visione ed inviare nel Regno dei Giocattoli il loro amore per i giochi.
Pickrun (ピックルン?, Pikkurun)
È una chiave che si fonde al Linkrun di Love, facendola trasformare in Cure Angel. Nato dall'amore dei bambini per i giocattoli, fuso in un unico grande cuore da Chiffon, è bianco e ha due ali ai lati.

## Trasformazioni e attacchi
- Trasformazione (Angel (エンジェル?, Enjeru)): Love usa il Pickrun bianco ottenuto grazie alla Miracle Heart Light per trasformarsi e, diventata Cure Angel, si presenta al nemico.

- Loving True Heart (ラビング・トゥルー・ハート?, Rabingu Turū Hāto): è l'attacco di Cure Angel. La Pretty Cure forma un cuore con le mani, dal quale si sprigiona un'energia rosa, che si trasforma in un grande cuore e purifica il nemico.

## Luoghi
Regno dei Giocattoli (おもちゃの国?, Omocha no Kuni)
È il regno dove vivono i giocattoli abbandonati dai bambini e il malvagio Mostro dei Giocattoli. È formato da tante casette di mattoncini colorati e le strade sono lastricate di tessere di puzzle.

## Colonna sonora
| Nº | Titolo CD | Numero tracce | Data uscita      |
| -- | --- | ------------- | ---------------- |
| 1  | Let's! Fresh Precure! ~Hybrid ver.~ for the Movie / H@ppy Together!!! for the Movie (Ｌｅｔ'ｓ！フレッシュプリキュア！ ～Ｈｙｂｒｉｄ ｖｅｒ．～ ｆｏｒ ｔｈｅ Ｍｏｖｉｅ／Ｈ＠ｐｐｙ Ｔｏｇｅｔｈｅｒ！！！ ｆｏｒ ｔｈｅ Ｍｏｖｉｅ?) | 4             | 21 ottobre 2009  |
| 2  | Eiga Fresh Precure! - Omocha no Kuni wa himitsu ga ippai!? - Original Soundtrack (映画 フレッシュプリキュア！ おもちゃの国は秘密がいっぱい！？ オリジナル・サウンドトラック?)                                                           | 27            | 6 novembre 2009  |
| 3  | Precure eiga shudaika Collection (プリキュア映画主題歌コレクション?) | 20            | 16 febbraio 2011 |

### Sigle
La sigla originale di apertura è composta da Hideaki Takatori, mentre quella di chiusura da marhy; i testi sono di Sumiyo Mutsumi. La sigla italiana, invece, con testo di Valerio Gallo Curcio, segue lo stesso arrangiamento della sigla di coda giapponese, sia in apertura che in chiusura.
Sigla di apertura
- Let's! Fresh Precure! ~Hybrid ver.~ for the Movie (Ｌｅｔ'ｓ！フレッシュプリキュア！ ～Ｈｙｂｒｉｄ ｖｅｒ．～ ｆｏｒ ｔｈｅ Ｍｏｖｉｅ?), cantata da Mizuki Moie con Cure Fresh! (Kanae Oki, Eri Kitamura, Akiko Nakagawa, Yuka Komatsu)

Sigla di chiusura
- H@ppy Together!!! for the Movie, cantata da Momoko Hayashi con Cure Fresh!

Sigla di apertura e di chiusura italiana
- Versione italiana di H@ppy Together!!!, cantata da Noemi Smorra

## Distribuzione
Il film è stato proiettato per la prima volta nelle sale cinematografiche giapponesi il 31 ottobre 2009. Il DVD è uscito il 17 marzo 2010, mentre il Blu-ray il 17 giugno 2015.
In Italia i diritti sono stati acquistati dalla Rai, che lo ha trasmesso il 9 febbraio 2013 su Rai 2. Il doppiaggio è stato curato da La BiBi.it, la direzione del doppiaggio è di Perla Liberatori e i dialoghi italiani sono di Antonella Mecucci.
È stato trasmesso a Taiwan il 31 luglio 2013 con il titolo Xìngfú jīnglíng FRESH! diànyǐng bǎn - wánjù wángguó de mìmì (幸福精靈ＦＲＥＳＨ！電影版－玩具王國的秘密S, lett. "Elfi felici FRESH! il film - Il segreto del Regno dei Giocattoli").

## Accoglienza
L'incasso totale è di 800 milioni di yen circa. Il film si è classificato all'undicesimo posto nella classifica dei film anime più visti in Giappone nel 2009.

## Altri adattamenti
Dal film è stato tratto un anime comic pubblicato da Ichijinsha il 25 dicembre 2009 con ISBN 978-4758011594.